# Vega (ракета-носитель)
Vega (итал. Vettore Europeo di Generazione Avanzata) — европейская лёгкая четырёхступенчатая одноразовая ракета-носитель (РН), совместно разрабатываемая с 1998 года Европейским космическим агентством (ЕКА) и Итальянским космическим агентством (ASI). Ракета названа в честь второй ярчайшей звезды северного полушария.

Карта Гвианского космического центра

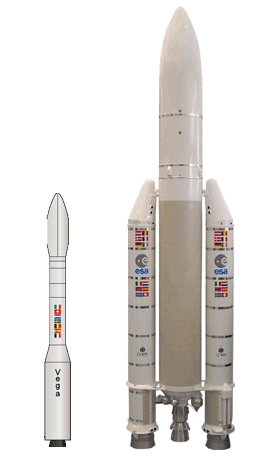
Сравнение размеров ракет Vega и «Ариан-5»

Изначально проект Vegaразрабатывался с начала 1990-х годов ASI, как замена РН «Скаут» производства НАСА. 27-28 ноября 2000 года проект «Вега» принят в программу РН «Ариан».
Италия является ведущим разработчиком проекта и отвечает за 65 % бюджета, другие участвующие страны — Франция (15 %), Испания (6 %), Бельгия (5,63 %), Нидерланды (3,5 %), Швейцария (1,34 %) и Швеция (0,8 %). Единственным оператором РН выступает Европейское космическое агентство.
Первый запуск ракеты состоялся 13 февраля 2012 года с космодрома Куру (Французская Гвиана).
Спустя десятилетие эксплуатации, ракета-носитель не смогла занять свою нишу на рынке дешёвых коммерческих запусков. Несмотря на первоначальный успех, серьёзные проблемы в логистике, неудачные запуски и сильная конкуренция со стороны SpaceX заставили ЕКА перепрофилировать ракету-носитель как основное средство доставки для европейских государственных агентств, готовых платить больше ради сохранения независимого доступа к космосу.

## Характеристика проекта
Полезная нагрузка РН Vega составляет 1500 кг на полярную орбиту высотой ~700 км. РН разработана для вывода полезной нагрузки на низкую опорную орбиту и солнечно-синхронную орбиту. В первом полёте РН лёгкого класса вывела основную полезную нагрузку — спутник LARES весом 400 кг на высоту 450 км с наклоном орбиты 71,5°.

## Стоимость
Стоимость проекта составляет 710 млн евро, включая 400 млн евро, предоставленные ЕКА для финансирования пяти испытательных запусков 2012—2014 годов. В 2012 году ожидалось, что стоимость запуска одной ракеты составит 32 млн евро, включая затраты Arianspace на обслуживание и маркетинг, или 25 млн евро только за ракету (исходя из того, что будет производиться по два запуска ракеты в год). По оценкам директора пускового комплекса ELV, если производить по четыре запуска в год, стоимость запуска может быть снижена до 22 млн евро, однако на деле ракеты запускались не чаще трёх пусков в год.
Спустя 12 лет эксплуатации специалистами отмечается, что Avio так и не удалось снизить стоимость запуска, которая к концу эксплуатации составляла до 40 млн евро за пуск, не выдерживая конкуренции с более дешевыми коммерческими запусками, предлагаемыми Space X.

## Схожие носители
Сравнение Vega и схожих действующих носителей:
|                              | Вега               | Таурус | Falcon-1e          | Великий поход-2С | Стрела      | Рокот       |
| ---------------------------- | ------------------ | ------ | ------------------ | ---------------- | ----------- | ----------- |
| Класс                        | Лёгкий             | Лёгкий | Лёгкий             | Лёгкий           | Лёгкий      | Лёгкий      |
| Масса, т                     | 137                | 73     | 38,555             | 233              | 104         | 107,5       |
| Длина, м                     | 30                 | 27,9   | 21,3               | 42               | 24,3        | 29,15       |
| Число ступеней               | 4                  | 4      | 2                  | 2                | 2           | 3           |
| Топливо                      | РДТТ / НДМГ + N2O4 | РДТТ   | Керосин + кислород | НДМГ + N2O4      | НДМГ + N2O4 | НДМГ + N2O4 |
| Полезная нагрузка на НОО, кг | 1500—2000          | 1320   | 670                | 3850             | 1700        | 1950—2300   |

## Пусковые площадки
Запуск ракет производится с площадки ELV космодрома Куру (Французская Гвиана), переоборудованной из ELA-1 — старой площадки для запуска ракет «Европа», Ариан-2, Ариан-3.

## Конструкция
Ракета-носитель состоит из 4 ступеней, 3 из которых Zefiro 23, Zefiro 9, P80 оснащены твердотопливными двигателями, а четвёртая AVUM — ЖРД, топливом для которого служит несимметричный диметилгидразин с азотным тетраоксидом в качестве окислителя. Технологии, используемые в Р80, в дальнейшем будут использованы для разработок РН «Ариан».
Первые три ступени и твёрдое топливо разработаны итальянской компанией «Avio».
|                              | Первая ступень | Вторая ступень | Третья ступень | Четвёртая ступень |
| ---------------------------- | -------------- | -------------- | -------------- | ----------------- |
| Наименование                 | P80            | Zefiro 23      | Zefiro 9       | AVUM              |
| Высота, м                    | 10,5           | 7,5            | 3,85           | 1,74              |
| Диаметр, м                   | 3              | 1.9            | 1,9            | 1,9               |
| Масса топлива, т             | 88             | 23,9           | 10,1           | 0,55              |
| Тяга (макс), кН              | 3040           | 1200           | 213            | 2,45              |
| Коэффициент расширения сопла | 16             | 25             | 56             | —                 |
| Время работы, с              | 107            | 71,6           | 117            | 315,2             |

### Р80
Первая ступень РН имеет длину 10,5 м, диаметр 3 м, масса топлива — 88 т, двигатель РДТТ, тяга 3040 кН, коэффициент расширения сопла 16, время работы 107 с. Изготовлена из углепластика с эпоксидной основой, сопло двигателя оснащено электроприводом отклонения. 30 ноября 2006 года было успешно завершено первое испытание. 4 декабря 2007 года успешно прошло второе испытание, в результате которого была достигнута тяга 190 тс при длительности работы 111 с, параметры работы двигателя находились в пределах заявленных.

### Zefiro 23
Развитие двигателя Zefiro было инициировано компанией Avio и профинансировано как Avio, так и ISA. Является второй ступенью РН. Изготовлена из углепластика с эпоксидной основой, сопло — из углеродного волокна с фенольной связкой, а вставка в критическом сечении сопла — из углерод-углеродного материала. Использование этих материалов обусловило как уменьшение веса конструкции, так и увеличение её прочности. Длина — 7,5 м, диаметр — 1,9 м, масса топлива — 23,9 т, тяга — 1 200 кН, коэффициент расширения сопла — 25, время работы 71,6 с. Первый успешный запуск был осуществлен 26 июня 2006 года в Сальто-ди-Квиро, Сардиния, Италия. Второй запуск 27 марта 2008 года был успешно завершен присвоением квалификации ступени ракеты-носителя.

### Zefiro 9
Третья ступень РН имеет длину — 3,85 м, диаметр — 1,9 м, масса топлива — 10,1 т, тяга — 213 кН, коэффициент расширения сопла — 56, время работы 117 с. Первые испытания успешно были проведены 20 декабря 2005 года на полигоне Сальто-ди-Квиро, на юго-восточном побережье Сардинии, Италия. Второе испытание состоялось 28 марта 2007 года в Сальто-ди-Квиро. Однако на 35-й секунде работы двигателя произошло резкое падение внутреннего давления, приведшее к потере тяги. Это было вызвано конструкционными недостатками. 23 октября 2008 года были проведены успешные повторные испытания с модифицированным соплом, зарегистрированном как Zefiro-9A. 28 апреля 2009 года на полигоне Сальто-ди-Квиро были проведены окончательные огневые испытания с присвоением квалификации ступени РН Вега.

### AVUM
AVUM (англ. Attitude Vernier Upper Module) — четвёртая ступень РН. Длина — 1,74 м, диаметр — 1,9 м, масса топлива — 550 кг, тяга — 2,45 кН, Время работы — 315,2 с.
Ступень оборудована двигателем и авионикой.
Оборудована маршевым некриогенным ЖРД с вытеснительной системой подачи РД-843 (разработан украинским КБ «Южное» и изготовлен на ПО «Южмаш»), многократного включения. Горючее — несимметричный диметилгидразин, окислитель — азотный тетраоксид.

### Vespa
Vespa (англ. VEga Secondary Payload Adapter) — система разделения спутников, позволяет выводить полезную нагрузку на две разные орбиты. Она может нести основной спутник весом до 1 тонны и вторичную полезную нагрузку массой до 600 килограмм во внутреннем конусе, поверх которого размещается основная нагрузка. Является развитием системы разделения Syldа (фр. SYstème de Lancement Double Ariane), используемой с 1983 года. Спустя несколько минут после старта, на высоте около 120 километров обтекатель разделяется пиротехническим устройством на 2 части и превращается в космический мусор. По достижении установленных скорости, высоты и угла наклона производится выпуск первого спутника. После серии зажиганий, которыми управляет бортовой компьютер, распределительное устройство со вторым спутником выходит на следующую запланированную орбиту. По её достижении адаптер раскрывается для высвобождения оставшейся полезной нагрузки.

## Модификации

### Vega C
Vega C (англ. Vega Consolidated) — дальнейшее улучшение модельной линейки Vega с большей мощностью и гибкими вариантами конфигурации. Разработка началась вскоре после встречи министров ESA в 2014 году, с целью соответствовать увеличившейся массе средних спутников и быть конкурентоспособными на фоне новых космических компаний.

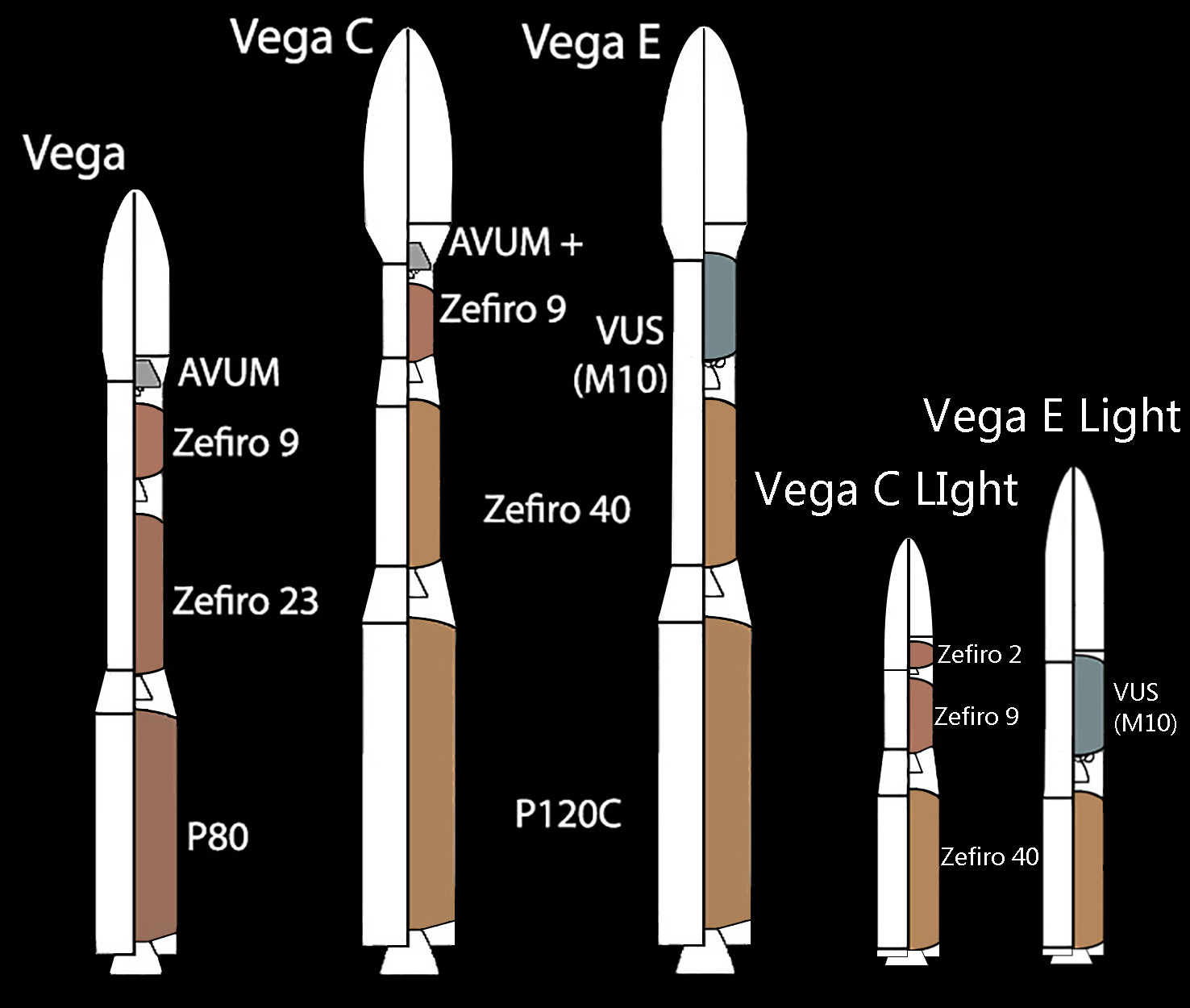
Предполагаемые разновидности РН «Vega»

- Первая ступень P80 — заменена на бо́льшую P120C, с двигателем бокового ускорителя новой РН «Ариан-6».
- Вторая ступень Zefiro 23 — заменена на Zefiro 40.
- Третья ступень — прежняя Zefiro 9.
- Жидкостная четвёртая ступень AVUM заменена AVUM+ с увеличенными баками.[22]

### Vega E
Vega E (англ. Vega Evolution) — следующий этап за Vega C, в котором ступени Zefiro 9 (третья) и AVUM+ (четвёртая) заменяются на новую криогенную ступень на паре жидкий кислород / жидкий метан. Такая конструкция будет ещё более многовариантной, чем Vega-C, и сможет выводить несколько спутников на различные орбиты в едином запуске.
В марте 2021 Avio завершала создание нового двигателя M10 для нового верхнего блока (в его создании, кроме Avio, до 2014 года принимало участие Конструкторское бюро химавтоматики из России).
Квалификационные пуски M10 запланированы на 2024 год с последующим стартом Vega E в 2025.

## Список запусков РН Vega
Стартовый комплекс — ELV.
VERTA — англ. VEga Research and Technology Accompaniment.
| 1                   | 13 февраля 2012, 10:00:00 | Вега   | VV01 | LARES ALMASat-1 E-st@r Goliat MaSat-1 PW-Sat ROBUSTA UniCubeSat-GG XaTcobeo AVUM/LARES A&H/SS |                           | Низкая околоземная орбита                | Успех   |
| 1                   | Первый запуск Vega. |        |      | |                           |                                          |         |
| 2                   | 07 мая 2013, 02:06:31 | VERTA  | VV02 | Proba-V (Proba Vegetation) VNREDSat-1A ESTCube-1 | Спутник ДЗЗ               | Солнечно-синхронная орбита               | Успех   |
| 2                   | Первый коммерческий запуск. Первый полет по программе VERTA продемонстрировал способность носителя Вега с использованием адаптера полезной нагрузки Vespa выводить несколько полезных нагрузок на две разные орбиты. Proba-V (158 кг) отделился от носителя первым (орбита 820 км), а VNREDSat-1 и ESTCube-1 были выведены на другую орбиту (орбита 668 км) |        |      | |                           |                                          |         |
| 3                   | 30 апреля 2014, 01:35:15 | VERTA  | VV03 | KazEOSat-1 (DZZ-HR) | Спутник ДЗЗ               | Солнечно-синхронная орбита               | Успех   |
| 3                   | Спутник массой 830 кг выведен на солнечно-синхронную орбиту высотой 750 километров |        |      | |                           |                                          |         |
| 4                   | 11 февраля 2015, 13:40 | VERTA  | VV04 | IXV | Космический корабль       | Суборбитальный полёт                     | Успех   |
| 4                   | Технологическая демонстрация входа в атмосферу модели суборбитального космического корабля |        |      | |                           |                                          |         |
| 5                   | 23 июня 2015 | Вега   | VV05 | Sentinel-2A | Спутник ДЗЗ               | Солнечно-синхронная орбита               | Успех   |
| 5                   | |        |      | |                           |                                          |         |
| 6                   | 3 декабря 2015 | Вега   | VV06 | LISA Pathfinder | Исследовательский аппарат | Точка Лагранжа L1                        | Успех   |
| 6                   | Миссия по проверке общей теории относительности |        |      | |                           |                                          |         |
| 7                   | 16 сентября 2016, 01:43 | Вега   | VV07 | PeruSAT-1 SkySat-4, 5, 6, 7 | Спутники ДЗЗ              | Солнечно-синхронная орбита               | Успех   |
| 7                   | Первый перуанский спутник дистанционного зондирования PeruSAT-1 оснащён оптическими инструментами с разрешением 70 см. Четыре спутника SkySat компании Terra Bella предназначены для составления трёхмерной модели поверхности Земли с разрешением менее одного метра |        |      | |                           |                                          |         |
| 8                   | 5 декабря 2016, 13:51 | Вега   | VV08 | Göktürk-1A | Спутник ДЗЗ               | Солнечно-синхронная орбита               | Успех   |
| 8                   | Первый турецкий разведывательный спутник с высокой разрешающей способностью выведен на орбиту высотой около 700 км, наклонение 98,11° |        |      | |                           |                                          |         |
| 9                   | 7 марта 2017, 01:49 | Вега   | VV09 | Sentinel-2B | Спутник ДЗЗ               | Солнечно-синхронная орбита               | Успех   |
| 9                   | |        |      | |                           |                                          |         |
| 10                  | 2 августа 2017, 01:58 | Вега   | VV10 | OPSAT-3000 VENµS | Спутник ДЗЗ               | Солнечно-синхронная орбита               | Успех   |
| 10                  | Optsat-3000 — 368-килограммовый разведывательный спутник, построенный концерном Israel Aerospace Industries для министерства обороны Италии. Съёмка будет вестись в двух режимах — панхроматическом и мультиспектральном. Ожидается, что Optsat-3000 будет работать на 450-километровой солнечно-синхронной орбите не менее шести лет. Второй пассажир пуска — спутник дистанционного зондирования Земли Venµs, запускаемый в рамках европейской программы мониторинга Земли Copernicus. Этот спутник является совместным проектом французского и израильского космических агентств. Массой всего 264 кг, этот спутник проведёт два с половиной года на солнечно-синхронной орбите на высоте 720 км, занимаясь научной составляющей своей миссии. Каждые два дня Venµs будет проходить над одним и тем же местом Земли, делая снимки в 12 спектральных диапазонах при одном и том же солнечном освещении. Анализируя эти снимки, исследователи смогут оценивать состояние почвы, развитие растительности, выявлять заражение или загрязнение сельскохозяйственных угодий. Результаты наблюдений позволят учёным уточнить и проверить модели экологических систем |        |      | |                           |                                          |         |
| 11                  | 8 ноября 2017, 1:42 | Вега   | VV11 | MN35-13A (Mohammed VI-A) | Спутник ДЗЗ               | Солнечно-синхронная орбита               | Успех   |
| 11                  | Mohammed VI-A — спутник дистанционного зондирования Земли, разработанный совместно Thales Alenia Space и Airbus Defence and Space по заказу Королевства Марокко. Основными задачами спутника являются картографирование, мониторинг сельскохозяйственной деятельности, он также будет использоваться для быстрого реагирования и ликвидации последствий стихийных бедствий, для мониторинга опустынивания и других изменений окружающей среды. Кроме этого, Mohammed VI-A будет вести наблюдение за береговыми и приграничными зонами |        |      | |                           |                                          |         |
| 12                  | 22 августа 2018, 21:20 | Вега   | VV12 | ADM-Aeolus | Метеорологический спутник | Солнечно-синхронная орбита               | Успех   |
| 12                  | |        |      | |                           |                                          |         |
| 13                  | 21 ноября 2018, 01:42 | Вега   | VV13 | MN35-13B (Mohammed VI-B) | Спутник ДЗЗ               | Солнечно-синхронная орбита               | Успех   |
| 13                  | |        |      | |                           |                                          |         |
| 14                  | 22 марта 2019, 01:50 | Вега   | VV14 | PRISMA | Спутник ДЗЗ               | Солнечно-синхронная орбита               | Успех   |
| 14                  | |        |      | |                           |                                          |         |
| 15                  | 11 июля 2019, 01:53 | Вега   | VV15 | Falcon Eye 1 | Спутник ДЗЗ               | Солнечно-синхронная орбита               | Неудача |
| 15                  | Авария ракеты-носителя произошла из-за разрушения двигателя второй ступени на 130,850 секунды полета ракеты, вскоре после включения двигателя, и привела к разрушению ракеты на две большие части. Отмечается, что после выполнения рекомендаций комиссии пуски ракеты Vega, приостановленные после аварии, возобновятся в первом квартале 2020 года |        |      | |                           |                                          |         |
| 16                  | 3 сентября 2020, 01:51 | Вега   | VV16 | ÑuSat 6 ESAIL ION-MK01 Athena UPMSat-2 NEMO-HD GHGSat-C1 Flock-4v 1-26 Lemur-2 112—119 SpaceBEE 10-21 FSSCat A, B NAPA 1 TARS Tyvak 0171 OSM 1 CICERO DIDO 3 PICASSO SIMBA TRISAT AMICal-Sat TTÜ100 |                           | Солнечно-синхронная орбита               | Успех   |
| 16                  | Запуск 53 малых спутников для 21 заказчика из 13 стран на две разные орбиты высотой 515 и 530 км, наклонением 97,5° |        |      | |                           |                                          |         |
| 17                  | 17 ноября 2020, 01:53 | Вега   | VV17 | SEOSat-Ingenio Taranis |                           | Солнечно-синхронная орбита               | Неудача |
| 17                  | Через восемь минут после старта и первого зажигания двигателя разгонного блока AVUM было обнаружено отклонение от заданной траектории, повлекшее за собой потерю полезной нагрузки. Исходя из телеметрии и данных о производстве верхней ступени, было выявлено, что кабели, ведущие к двум приводам контроля вектора тяги двигателя были перепутаны и команды, предназначенные для одного привода, отправлялись другому, что привело к потере управления. Технический директор компании Arianespace Ролан Лагье назвал причиной случившегося проблемы с контролем качества и ряд человеческих ошибок, а не недостатки конструкции ступени |        |      | |                           |                                          |         |
| 18                  | 29 апреля 2021, 01:50 | Вега   | VV18 | Pléiades Neo 3 • NorSat-3 • Bravo • ELO Alpha • Lemur-2 × 2 | Спутник ДЗЗ               | Солнечно-синхронная орбита               | Успех   |
| 18                  | Запуск малых спутников параллельно с основной нагрузкой (SSMS) |        |      | |                           |                                          |         |
| 19                  | 17 августа 2021, 01:47 | Вега   | VV19 | Pléiades Neo 4 • BRO-4 • LEDSAT • RADCUBE • SUNSTORM | Спутник ДЗЗ               | Солнечно-синхронная орбита               | Успех   |
| 19                  | Запуск малых спутников параллельно с основной нагрузкой (SSMS) |        |      | |                           |                                          |         |
| 20                  | 16 ноября 2021, 09:27 | Вега   | VV20 | CERES 1/2/3 | Спутники-радары           | Полусинхронная орбита — впервые для Веги | Успех   |
| 20                  | Спутники радиоэлектронной разведки |        |      | |                           |                                          |         |
| 21                  | 13 июля 2022, 13:13 | Вега-С | VV21 | - LARES 2 - ALPHA - AstroBio CubeSat - CELESTA - GreenCube - MTCube-2 - TRISAT-R |                           | Средняя околоземная орбита               | Успех   |
| 21                  | Первый полёт Vega-C |        |      | |                           |                                          |         |
| 22                  | 21 декабря 2022 | Вега-C | VV22 | Pléiades Neo 5 & 6 (VHR-2020 3/4) | Спутник ДЗЗ               | Солнечно-синхронная орбита               | Неудача |
| 22                  | |        |      | |                           |                                          |         |
| 23                  | 8 октября 2023 | Вега   | VV23 | THEOS-2 (THailand Earth Observation System-2) Triton (formerly known as FORMOSAT-7R) + плюс 10 малых спутников вспомогательных полезных нагрузок по стандарту CubeSat                               |                           | Солнечно-синхронная орбита               | Успех   |
| 23                  | Первый полёт Vega-C |        |      | |                           |                                          |         |
| 24                  | 5 сентября 2024 | Вега   | VV24 | Sentinel-2C | Спутник ДЗЗ               | Солнечно-синхронная орбита               | Успех   |
| 24                  | Спутник программы Коперник по непрерывному наблюдению за состоянием Земли. Последний запуск модификации Vega |        |      | |                           |                                          |         |
| 25                  | 5 декабря 2024 | Вега-C | VV25 | Sentinel-1C | Спутник ДЗЗ               | Солнечно-синхронная орбита               | Успех   |
| 25                  | Спутник программы Коперник по непрерывному наблюдению за состоянием Земли. |        |      | |                           |                                          |         |
|                     | |        |      | |                           |                                          |         |
| Планируемые запуски | |        |      | |                           |                                          |         |
| 26                  | конец 2025 | Вега-C |      | Smile — ‘Solar wind Magnetosphere Ionosphere Link Explorer’ |                           |                                          |         |
| 26                  | |        |      | |                           |                                          |         |